# Eckernförder Krankheit
Eckernförder Krankheit ist die Bezeichnung für eine Vergiftung mit Trikresylphosphat (TKP) durch die Verwendung von Torpedo-Öl zur Nahrungsmittelherstellung. Die Bezeichnung wurde seit Winter 1941/42 wegen der Häufung der Fälle in und um Eckernförde und der zunächst unklaren Ursache von Ärzten der Uni-Nervenklinik Kiel (heute als „Klinik für Neurologie“ Teil des Universitätsklinikums Schleswig-Holstein, UKSH) verwendet. In Presseberichten ist von ungefähr 70 Fällen die Rede.
Öl für die Torpedos der Torpedoversuchsanstalt (TVA) Eckernförde (heute Wehrtechnische Dienststelle (WTD) 71) wurde entwendet und privat wegen der Nahrungsmittelknappheit in den Kriegsjahren als Ersatzfett zum Braten und Backen verwendet. Zum Teil war das Öl aus Naturprodukten (z. B. aus Raps oder Knochen) mit TKP als Zusatzstoff versehen worden, um das Öl auch bei niedrigen Temperaturen flüssig zu halten. TKP löst als Nervengift Polyneuritis bzw. Polyneuropathie aus und führt zu lebenslangen schweren Schäden (z. B. zu Bewegungsstörungen der Beine).
Nach Ende des Krieges 1945 warnte die britische Militärregierung vor dem Verzehr von Torpedo-Öl. Eine weitere Häufung derartiger Vergiftungsfälle gab es 1945 in Kiel und 1949 erneut in Eckernförde. Betroffene versuchten vergeblich, auf dem Klageweg und über Petitionen eine Anerkennung als Kriegsopfer mit entsprechenden Rentenansprüchen zu erreichen.
Zur Zeit des Ersten Weltkrieges war Torpedo-Öl noch folgenlos als Speiseöl verwendet worden, da das Öl zu dieser Zeit keine Zusatzstoffe enthielt.
Ein ähnlicher Fall (Verwendung von mit Trikresylphosphat versetztem Öl) führte 1940 zu den Vergiftungsfällen der Ölsoldaten in der Schweiz.

## Symptome
Nach oraler Aufnahme von TKP treten zunächst folgende Symptome auf:
- Übelkeit[3]
- Erbrechen[3]
- Diarrhoe[3]
- Kopfschmerzen[3]
- Schwindel[3]

Nach etwa zwei Wochen kommt es schließlich zur Polyneuritis bzw. zu Polyneuropathien in den Extremitäten, man spricht dann von einer „Organophosphat-induzierten verzögerten Neuropathie“ (organophosphate-induced delayed neuropathy, OPIDN). Diese kann in schweren Fällen ein Leben lang anhalten.